# Pedilonum
Pedilonum is een geslacht van meer dan tweehonderd orchideeënsoorten  uit de onderfamilie Epidendroideae. Het geslacht is afgesplitst van Dendrobium.
Het zijn epifytische of lithofytische orchideeën van open laaglandbossen in Zuidoost-Azië en Australazië.  De planten hebben  kegelvormige trossen roze- of paarsgekleurde bloemen.

## Naamgeving enetymologie
- Synoniem: Dendrobium Sw. (1799) sect. Pedilonum Blume (1825)

De botanische naam Pedilonum is afgeleid van het Oudgriekse πέδιλον, pedilon (pantoffel), naar de zak- of slippervormige laterale kelkbladen.

## Kenmerken
Pedilonum-soorten zijn middelgrote tot grote epifytische planten met een sympodiale groei, talrijke robuuste, rechtopstaande tot afhangende, cilindrische tot spoelvormige stengels, met lederachtige, scheve, lijnlancetvormige tot ovale bladeren en een zijstandige, lange, kegelvormige, dichtbloemige bloemtros op een korte, dikke bloemstengel, met de bloemen in één richting gedraaid.
De bloemen zijn buisvormig, stevig, wasachtig en helder roze, purper of zelden wit gekleurd, meestal met een contrasterende gele of oranje bloemlip, en welriekend. Het bovenste kelkblad is driehoekig- tot langwerpig ovaal en lichtjes concaaf, de laterale kelkbladen scheef, sikkelvormig, driehoekig of lang elliptisch, de basis ervan vergroeid met die van de bloemlip tot een lang, zakvormig mentum. De kroonbladen zijn eveneens scheef, lijn- tot lijnlancetvormig. De lip is small spatelvormig, spits, het basale deel zakvormig, naar de top meer open, met een dwars V-vormig callus. De basis van de lip is vergroeid met de voet van het gynostemium. Het gynostemium is dik en kort, naar de top toe verbreed, met een verzonken stempel en een hard, vlak rostellum.

## Habitaten verspreidingsgebied
Pedilonum-soorten komen voor op bomen in open, droge laagland-loofbossen in Myanmar, Thailand, Vietnam, Cambodja, Laos, de Filipijnen, Maleisië, Java, Sumatra, Borneo en Nieuw-Guinea.

## Taxonomie
Pedilonum is oorspronkelijk in 1825 door Blume beschreven, maar nadien zijn de soorten ingedeeld in het geslacht Dendrobium. In 2003 is het door Clements opnieuw als apart geslacht erkend met soorten van voornamelijk de sectie Pedilonum van Dendrobium.
Het geslacht telt ongeveer 225 soorten. De typesoort is Pedilonum secundum.